# Cosmosoma nelea
Cosmosoma nelea är en fjärilsart som beskrevs av Heinrich Benno Möschler 1877. Cosmosoma nelea ingår i släktet Cosmosoma och familjen björnspinnare. Inga underarter finns listade i Catalogue of Life.